# 米市镇
米市镇，是中华人民共和国四川省凉山彝族自治州喜德县下辖的一个乡镇级行政单位。2021年1月12日，撤销依洛乡，将其所属行政区域划归米市镇管辖。

## 行政区划
米市镇下辖以下地区：
米市村、瓦哈村、马多洛村、来甘村、根依灯村、九书村、尔夫村、莫色且莫村、洛尔村、瓦古村和色普村。